# Борющаяся солидарность
«Борющаяся солидарность» (пол. Solidarność Walcząca, SW) — польская антикоммунистическая подпольная организация 1980-х годов. Возникла в подполье в период военного положения. Занимала наиболее радикальные позиции, вела активную уличную борьбу с режимом ПОРП и WRON. Первой в Восточной Европе сформулировала программу свержения коммунистического режима. Основатель и лидер — Корнель Моравецкий.

## Предпосылки создания
13 декабря 1981 номенклатура правящей компартии ПОРП установила в ПНР режим военного правления. Власть перешла к Военному совету национального спасения (WRON) и неформальной «Директории» во главе с генералом Ярузельским. Сопротивление профсоюза Солидарность, особенно упорное на предприятиях угледобычи, судостроения и в некоторых технических вузах, было подавлено вооружённой силой. Оппозиционные организации распущены, лидеры и активисты, начиная с Леха Валенсы, интернированы или ушли в глубокое подполье. Милитаризация промышленности поставила рабочие коллективы под военный контроль и крайне затруднила забастовочную борьбу. Военная цензура исключила легальную агитацию.
К весне 1982 началось восстановление подпольных структур «Солидарности». 22 апреля 1982 была создана Временная координационная комиссия (TKK), в которую вошли Збигнев Буяк (председатель), Владислав Фрасынюк, Богдан Лис, Владислав Хардек. По стране постепенно воссоздавались нелегальные профсоюзные ячейки и объединялись в Межзаводские рабочие комитеты «Солидарности». Однако позиция TKK представлялась излишне умеренной в изменившихся обстоятельствах. Возникли радикальные антикоммунистические группы, добивавшиеся не уступок от властей (отмена военного положения, освобождение интернированных и политзаключённых, релегализация «Солидарности», свобода слова и печати, социально-трудовые права), а свержение режима. Они делали упор на жёсткую агитацию и наступательные уличные акции. Массовые демонстрации и яростные столкновения 1—3 мая 1982 показали, что значительная часть польского общества, особенно молодёжи, готова к активному противостоянию.
Военное положение, введённое в ответ на довольно умеренные требования «Солидарности» (в целом укладывавшиеся в социалистическую идеологию) усилило настроения радикального антикоммунизма. Выразителем этой тенденции стала «Борющаяся Солидарность» — Solidarność Walcząca, SW — задуманная как боевая организация, вдохновлённая «не Махатмой Ганди, а Юзефом Пилсудским».

## Кадры, структура, символика
Если профсоюз «Солидарность» был создан в судостроительно-портовом Гданьске, то «Борющаяся Солидарность» — в университетско-инженерном Вроцлаве. Датой создания принято считать 12 июня 1982. Инициатором и лидером выступил скрывшийся от интернирования активист вроцлавского профцентра — известный физик Корнель Моравецкий. К нему примкнули специалист по информатике Павел Фалицкий, программист Ядвига Хмелевская, математик Анджей Киселевич, физик Ян Павловский, математик Анджей Зарах, архитектор Тадеуш Сверчевский, инженер-технолог Мацей Франкевич, инженер-электронщик Войцех Мыслецкий, биолог Анджей Мыц, журналист Роман Зверцан, экономист Ромуальд Куколович. За пределами Польши «Боевую солидарность» представляли иностранные представители Тадеуш Варша (Великобритания), Анджей Вирга (ФРГ), Ева Кубасевич (глава представительства), Рафал Ган-Ганович (Франция), Ежи Янковский (Норвегия), Казимеж Михальчик (Западный Берлин), Збигнев Белз (Канада), Ярослав Святек (США).
Все они ранее входили во вроцлавский комитет подпольной «Солидарности», но были не согласны с относительно умеренной позицией лидера нижнесилезского профцентра Владислава Фрасынюка. Основатели «Борющейся Солидарности» выступали за активные уличные акции и жёстко конспиративное устройство организации. Эти люди имели политический опыт, но прежде были активистами «второго эшелона», не являлись публичными фигурами и потому привлекали меньшее внимание карательных органов. Для них было характерно «техническое» мышление: борьба с правящим коммунистическим режимом являлась не темой дискуссий, а конкретной практической задачей, ориентированной на успех.
Актив «Борющейся Солидарности» рекрутировался из научно-технической интеллигенции и студенчества. Во главе SW стоял Совет, с 1984 — Исполнительный комитет под председательством Моравецкого. Оперативное руководство осуществляла хорошо законспирированный исполнительный орган — Grupy Wykonawcze. Деятельность осуществлялась силами дисциплинированных подпольных ячеек. Структура организации носила фрактальный характер — со значительной децентрализацией и оперативной сменой функций. Эти свойства затрудняли фиксацию и выявление активистов.
Авторство названия «Борющаяся Солидарность» принадлежало Тадеушу Сверчевскому. Девиз: Wolni i Solidarni — Свободные и солидарные. Эмблема в виде якоря отсылала к традиции Армии Крайовой, оттуда же заимствовались слова присяги. Якорь имел форму, сходную с буквами S и W — это создавало ассоциации с Solidarność, Wolność и Solidarność Walcząca. Такая символика была эффективна для быстрого — например, настенного — изображения.

## Идеи и программа
«Борющаяся Солидарность» стала первой организацией Восточной Европы, публично заявившей цель: свержение коммунистического режима. При вступлении в организацию приносилась клятва борьбы за освобождение народов от коммунизма. Программа SW была обнародована в 1982 году в брошюре Моравецкого Kim jesteśmy? O co walczymy? — «Кто мы? За что сражаемся?» Полная версия появилась в 1987 году. Заявлялись такие установки, как ликвидация коммунистической системы, независимость Польши от СССР, построение общества, основанного на демократическом самоуправлении и социальной солидарности в духе социального учения Католической церкви. Особо подчёркивалось, что борьба SW не ограничивается Польшей, но касается всех народов Восточной Европы и Советского Союза. Значился также пункт объединения Германии на демократической основе. Эти идеи в том или ином виде реализовались в революциях 1989 года.

Цель, которую поставила перед собой «Борющаяся Солидарность», в конечном счете, была достигнута. Мы обрели самостоятельность, Советский Союз рухнул, и коммунизм в Польше исчез.

Людвик Дорн, маршал Сейма Польши, 14 июня 2007 года

«Борющаяся Солидарность» категорически отвергала какие бы то ни было договорённости с правящим режимом. В этом состояло важное отличие радикальной SW от профобъединения «Солидарность», где даже в условиях подполья доминировала линия Леха Валенсы на диалог и компромисс. Непримиримая позиция «Борющаяся Солидарность» допускала только силовую конфронтацию.

## Борьба уличная и интеллектуальная

### При военном положении

#### Демонстрации и агитация
Первые акции «Борющейся Солидарности» состоялись 13 и 26 июня 1982 во Вроцлаве. По призыву SW (вопреки позиции комитета «Солидарности») на демонстрации вышли тысячи горожан. Завязались баррикадные бои с милицией. Спецподразделения ЗОМО несколько часов не могли восстановить контроль и несколько раз были вынуждены отступать. Вроцлавские события получили в стране широкий резонанс. Организации SW возникли в Гданьске, Познани, Катовице, Щецине, Жешуве, городах Верхней Силезии.
Вроцлавские активисты SW проявили особую ярость, упорство и организованность в крупнейших протестных акциях 31 августа 1982. Несколько часов целые районы города находились под контролем протестующих. Заранее были сформированы атакующие мобильные группы, продуманы схемы передислокаций и места засад, заготовлено оснащение, в том числе коктейли Молотова и даже подобие униформы, налажена радиотрансляция событий, дезорганизована милицейская радиосвязь. Милицейская комендатура полковника Берначика своими силами не смогла справиться с положением — во Вроцлав были вызваны на помощь ЗОМО регулярные армейские части. После этих событий стало очевидно, что «Борющаяся Солидарность» представляет собой новый фактор политической борьбы, с которым придётся считаться и власти, и оппозиции.
Во Вроцлаве был создан подпольный центр радиопропаганды — Radio SW. В то же время техническая квалификация активистов SW позволяла осуществлять радиоперехваты сообщений Службы безопасности (СБ). Этим отчасти объяснялся тот факт, что в SW практически не удавалось внедрить агентуру и было крайне сложно арестовывать активистов. Радиоконтроль SW заставлял госбезопасность всерьёз ставить вопрос, кто кого на самом деле прослушивает, разрабатывает и контролирует. Организация регулярно выигрывала «интеллектуально-технический поединок» с СБ. Этому способствовало лучшее техническое оснащение — радиоаппаратура для SW контрабандно поступала из ФРГ по каналам польской диаспоры в Германии. С SW была аффилирована Федерация борющейся молодёжи. «Борющаяся Солидарность» постоянно устраивала уличные акции, вела радио- и печатную агитацию, организовывала вывешивание баннеров, написание настенных лозунгов. Её действия создавали постоянный фон сопротивления.

#### Оперативные контракции
Важную информационную, оперативную и методологическую помощь «Борющейся Солидарности» оказывала конспиративная «Группа Харукевича» (GCh) — оппозиционно настроенные сотрудники вроцлавской СБ. Создал GCh капитан госбезопасности Мариан Харукевич, убеждённый польский националист, тайно сотрудничавший с «Солидарностью», Костёлом и радикальным антикоммунистическим подпольем. Непосредственный контакт поддерживали Войцех Мыслецкий от SW и сержант Анджей Рак от GCh — одноклассники в школьные годы. После увольнения Харукевич сохранил контакты в управлении СБ, получал и передавал SW важную оперативную информацию. Также он инструктировал активистов-подпольщиков — в том плане, что для успешной борьбы с коммунистической госбезопасностью необходимы её собственные методы — вербовка агентуры, дезинформирование, дезорганизация, шантаж, насилие либо угроза насилием.
В качестве крайнего средства «Борющаяся солидарность» не исключала вооружённой борьбы. В сентябре 1982 Корнель Моравецкий писал: «противников мы хотим убеждать, а не убивать», однако «мы создадим группы самообороны, выстроим, как во время оккупации, подпольное государство — нас не смогут безнаказанно унижать, притеснять и пытать». Была создана служба контрразведки SW во главе с Яном Павловским: радиоразведка, сбор и обработка оперативной информации, наблюдение за СБ, обеспечение личной безопасности лидеров, устройство сети укрытий и конспиративных квартир. Консультировали эту структуру Мариан Харукевич и Роман Липиньский, в молодости боец AK и WiN, ветеран антинацистского сопротивления и антикоммунистического повстанчества.
В 1983 был похищен и вывезен в лес пятнадцатилетний Матеуш Моравецкий — сын Корнеля Моравецкого, ныне премьер-министр Польши. В этой акции просматривался обычный почерк «неизвестных лиц» — спецгрупп СБ. Активисты SW решили не оставлять без последствий. Роман Липиньский и Войцех Мыслецкий подожгли загородный функционера госбезопасности подполковника Новицкого. Корнель Моравецкий направил письмо заместителю коменданта милиции полковнику Блажеевскому. Лидер радикального подполья предупреждал начальника СБ: «за безопасность членов семей активистов вы отвечаете лично». Было решено при повторении беззаконных нападений физически устранить Блажеевского — определены места его пребывания, изучены маршруты передвижений. Делать этого не пришлось — нападения прекратились. В своей печати SW недвусмысленно предостерегла власти от использования «эскадронов смерти».
Жёсткая антикоммунистическая риторика позволяла пропагандистскому аппарату ПОРП и КПСС приписывать «Борющейся Солидарности» планы насильственных действий. Время от времени публиковались сообщения об обнаружении неких «арсеналов оружия» — при этом, как правило, речь шла о травматике или о полиграфическом оборудовании. Единственными подтверждениями якобы существовавших планов являлись заявления, исходившие от госбезопасности ПНР. Так или иначе, ни одного реального акта насилия со стороны «Борющейся Солидарности» не было зафиксировано, кроме сопротивления при разгонах демонстраций и поджога у Новицкого.

### После военного положения
Активность SW продолжалась и после отмены военного положения 22 июля 1983. Подпольные ячейки действовали в двадцати семи городах, численность постоянного актива доходила до двух тысяч человек. Особенно активные структуры, наряду с вроцлавской, были созданы в Гданьске, Гдыне, Познани, Торуни, Жешуве, Кракове, Варшаве. Сформировалась разветвлённая структура, включавшая не только территориальные, но и производственные группы (Гданьская судоверфь, Гдыньская судоверфь, познанский Завод Цегельского, вроцлавский металлургический завод, силезские шахты). Печатная периодика SW превышала 130 изданий. Вышло в эфир около 100 передач Radio SW. Издавались даже подпольные почтовые марки. Были организованы зарубежные представительства SW — во Франции, ФРГ, Великобритании, Норвегии, Швеции, США, Канаде — они осуществляли сбор средств, транспортировку полиграфического оборудования, агитировали западную общественность.
В августе 1985 начальник СБ генерал Цястонь приказал задействовать все подразделения госбезопасности для ликвидации «Борющейся Солидарности». Комплекс оперативных мероприятий Ośmiornica контролировал III (политический) департамент. Подключилась восточногерманская Штази, информация регулярно поступала в советский КГБ. Однако арестовать Моравецкого удалось лишь в ноябре 1987, когда Цястоня сменил более «креативный» генерал Данковский. При этом никакие материалы SW не были обнаружены.
Временным председателем SW стал Анджей Колодзей, после его ареста в январе 1988 — Ядвига Хмелевская. 30 апреля 1988 Моравецкий и Колодзей были высланы в Италию. Уже 30 августа Моравецкий нелегально вернулся в Польшу и вновь взял на себя руководство «Борющейся Солидарностью».
В конце 1980-х был создан «Департамент SW Восток», организовавший обмен опытом с антикоммунистическими структурами Чехословакии и ряда республик СССР — Украины, Молдавии, Литвы, Латвии, Эстонии, Грузии, Армении, Азербайджана, Казахстана.

## Непризнание компромисса в новой Польше
«Борющаяся Солидарность» категорически отвергла переговоры «Солидарности» с ПОРП, расценила как измену беседы в Магдаленке, бойкотировала Круглый стол. Поскольку процесс реформ в Польше основывался на договорённостях с режимом, организация оказалась оттеснена на периферию.

Коммунистическое руководство отобрали для переговоров в городке Магдаленка около Варшавы (где еще до «круглого стола» 1989 года проходили тайные переговоры оппозиции с властью) тех оппозиционеров, которые уже были подготовлены к роли предателей. Это были люди, которые стремились попасть во власть любой ценой и готовы были ради этого поделиться властью с коммунистами. В свою очередь, хунте Ярузельского очень важно было заменить свои партбилеты на документы о приватизации государственной собственности… «Борющаяся Солидарность», Польская партия независимости, Либерально-демократическая партия «Независимость», Федерация борющейся молодёжи не сели за один стол с шулерами.

Ядвига Хмелевская

В июле 1990 на основе «Борющейся Солидарности» была учреждена Партия свободы — единственная в Польше политическая структура, не признававшая соглашений Круглого стола. Программа партии основывалась на бескомпромиссном антикоммунизме, требовании люстраций, участия в НАТО и активной социальной политики. Впоследствии партия влилась в Движение за Республику и Движение польской реконструкции правоконсервативного популиста Яна Ольшевского. На президентских выборах 1990 Корнель Моравецкий не смог собрать 100 тысяч подписей, необходимых для выдвижения кандидатуры. То же повторилось в 2010 году. Активисты SW пользуются уважением в обществе, но мало кто из них участвовал в государственной политике. Исключения составили Мацей Франкевич (был вице-мэром Познани), Ромуальд Куколович (был заместителем министра труда в правительстве Ольшевского), Ян Павловский (возглавлял вроцлавскую делегатуру Управления охраны государства). «Борющаяся Солидарность» воспринимается в обществе как организация подпольной борьбы, но не государственного администрирования или законодательной деятельности.
Организация продолжала активную деятельность за пределами Польши. В 1991 году активисты SW принимали участие в вильнюсских событиях на литовской стороне, Ядвига Хмелевская награждена орденом «За заслуги перед Литвой». Активисты организации тесно сотрудничают с белорусской оппозицией и крымскотатарским движением, выразили солидарность с Евромайданом. В то же время Корнель Моравецкий поддерживает сербскую сторону в косовском конфликте, осудил предоставление независимости Республике Косово.

## Роль и значение
Формально «Борющаяся Солидарность» прекратила свою деятельность в июне 1992, через десять лет после создания. Решение о самороспуске принимал лично Корнель Моравецкий. Однако публичные мероприятия активистов по-прежнему проводятся от имени и под знаком SW.
«Борющаяся Солидарность» не являлась главной силой польского протестного движения. Однако «Борющаяся Солидарность» имела своё исключительное значение. Атакующий стиль ставил организацию в авангард политической борьбы. Кадровые особенности — преобладание технических специалистов и молодёжи — создавали дополнительные возможности. Именно «Борющаяся Солидарность» с наибольшей чёткостью сформулировала программные цели движения. Наконец, для «Борющейся Солидарности» был особенно характерен глобальный подход, склонность рассматривать польские политические процессы в общеевропейском и мировом контексте.
16 апреля 2010 года в Польше были учреждены особые награды — Крест Борющейся Солидарности и Крест Почёта Борющейся Солидарности. Несколько десятков активистов организации награждены орденом Возрождения Польши.